# Mohammad Khodabanda
Mohammad Khodabanda (scritto anche Khodabandeh) (in persiano شاه محمد خدابنده‎; Tabriz, 1532 – Qazvin, 1595) è stato un sovrano persiano e il 4° scià safavide della Persia, dal 1578 fino al suo rovesciamento nel 1587 da parte del figlio Abbas I.
Khodabanda, succeduto al fratello Ismail II, era figlio dello Scià Tahmasp I, e della madre turcomanna, Sultanum Begum Mawsillu, nonché nipote di Ismail I, fondatore della dinastia safavide.
Dopo la morte del padre nel 1576, Khodabanda fu scavalcato dal fratello minore Ismail II. Khodabanda aveva un problema agli occhi che lo rendeva quasi cieco e di conseguenza, in accordo con la cultura reale persiana, non poteva competere per il trono. Tuttavia, dopo il breve e sanguinoso regno di Ismail II, Khodabanda emerse come unico erede, e così, con il sostegno delle tribù kizilbash, divenne scià nel 1578.
Il regno di Khodabanda fu segnato da una continua debolezza della corona e da lotte tribali nell'ambito della seconda guerra civile dell'epoca safavide. Una figura importante nei primi anni del regno di Khodabanda fu sua moglie Khayr Al-Nisa Begum, che contribuì a garantire il regno del marito. Tuttavia i suoi sforzi per consolidare il potere centrale provocarono l'opposizione delle potenti tribù kizilbash, che la fecero assassinare nel 1579. Khodabanda era descritto come "un uomo dai gusti raffinati ma dal carattere debole".  Il suo regno fu caratterizzato da settarismo, con le principali tribù che si allinearono con i figli di Khodabanda e i futuri eredi. Questo caos interno permise alle potenze straniere, in particolare al rivale e vicino Impero ottomano, di ottenere conquiste territoriali, inclusa la cattura dell'antica capitale di Tabriz nel 1585. Khodabanda fu infine rovesciato dal trono a favore del figlio Shah Abbas I.

## Primi anni di vita
Nato come Soltan-Mohammad Mirza a Tabriz, fu nominato governatore titolare di Herat all'età di quattro anni, poco dopo che la città fu recuperata dagli uzbeki nel 1537. Il vero potere era il suo lala (tutore-mentore), l'emiro kizilbash Muhammad Sharaf al-Din Oghli Takkalu, responsabile dei massicci lavori pubblici negli anni '40 del Cinquecento che portarono a Herat complessi di irrigazione, giardini, santuari e altri edifici pubblici. Questi sforzi incontrarono l'approvazione di Shah Tahmasp e attirarono nella città poeti, illustratori e calligrafi, con i quali Soltan-Mohammad strinse conoscenza.
Soltan-Mohammad fu nominato governatore di Shiraz nel 1572. A Herat acquisì una reputazione come poeta, "noto per la sua educazione e acutezza cognitiva", secondo il principe Sam Mirza, un biografo contemporaneo di poeti. Muhammad portò con sé un seguito di artisti e animali domestici a Shiraz, una città che era stata un centro di ricerca filosofica sin dalla fine del XV secolo e negli ultimi tempi come sede di miniature di manoscritti ampiamente apprezzate. Soltan-Mohammad era a Shiraz quando suo fratello, lo scià, morì.

## Inizio della lotta al potere
Il 25 novembre 1577, il fratello minore di Mohammad Khodabanda, Ismail II, morì improvvisamente e senza alcun segno iniziale di cattiva salute. I medici di corte, che esaminarono il cadavere, ipotizzarono che potesse essere morto per avvelenamento. Il consenso generale si convinse che la sorellastra, Pari Khan Khanum avesse deciso di avvelenarlo con l'aiuto delle concubine dell'harem interno per vendicare un cattivo comportamento nei suoi confronti. Con Ismail II fuori mano, Pari Khan Khanum assunse l'autorità e il controllo.
Per risolvere la crisi di successione, i capi kizilbash accettarono di nominare il futuro scià dopo un incontro tra di loro e di comunicare a Pari Khan Khanum la loro scelta definitiva. Inizialmente, discussero la risoluzione secondo cui Shoja al-Din Mohammad Safavi, il figlio neonato di otto mesi di Ismail II, sarebbe dovuto essere incoronato scià mentre gli affari di stato sarebbero stati curati in realtà da Pari Khan Khanum. Questo suggerimento ottenne il via libera della maggior parte dell’assemblea poiché avrebbe influenzato gli equilibri di potere tra molti clan kizilbash. Alla fine l'assemblea decise di nominare Mohammad Khodabanda scià.
La nomina di Mohammad Khodabanda fu sostenuta e approvata da Pari Khan Khanum, poiché era un uomo anziano, quasi cieco e gaudente. Era il successore appropriato, e Pari Khan Khanum poteva quindi trarre vantaggio dalla sua debolezza e governare lei stessa. Fece un accordo con i capi kizilbash secondo cui Mohammad Khodabanda sarebbe rimasto scià a livello nominale, mentre lei e i suoi inviati avrebbero continuato a controllare gli interessi dello stato.
Quando Mohammad Khodabanda fu incoronato scià, l'aristocrazia safavide, gli ufficiali e i governatori provinciali vollero l'approvazione di Pari Khan Khanum per farle una visita di congratulazioni. La sfera di influenza e autorità di Pari Khan Khanum era così vasta che nessuno ebbe il coraggio di visitare Shiraz senza la sua inequivocabile approvazione. Dal giorno in cui Mohammad Khobanda fu nominato scià, sua moglie Khayr al-Nisa Begum, meglio conosciuta con il titolo di Mahd-e Olya, prese il controllo dei suoi affari. La moglie era consapevole delle carenze del marito e per espiare la sua mancanza di rettitudine e qualità decise e tentò di diventare la sovrana di fatto dello stato safavide.
Mohammad Khodabanda e Mahd-e Olya entrarono nei dintorni di Qazvin il 12 febbraio 1578. Ciò pose fine al dominio indiscutibile di cui Pari Khan Khanum aveva goduto per due mesi e 20 giorni. Sebbene fosse ancora la sovrana di fatto dello stato, avrebbe da allora incontrato l'opposizione di Mahd-e Olya e dei suoi alleati. Quando raggiunsero la città, Pari Khan Khanum si presentò per accoglierli volentieri con grande maestosità, seduta su una lettiga filata d'oro, mentre era sorvegliata da 4.000-5.000 guardie private, assistenti personali dell'harem interno e assistenti di corte. Ciononostante, Pari Khan Khanum fu infine strangolata lo stesso giorno da Khalil Khan Afshar sotto gli ordini di Madh-e Olya.
Mahd-e Olya prese il controllo personale dell'Iran e iniziò a promuovere la carriera del figlio maggiore, Hamza Mirza (interessandosi poco del figlio minore Abbas Mirza). Si oppose ai kizilbash che alla fine chiesero allo scià di rimuoverla dal potere. Quando si rifiutò di cedere alle loro richieste, un gruppo di cospiratori kizilbash irruppe nell'harem e la strangolò il 26 luglio 1579.

## Conflitto sulla successione
Le fazioni kizilbash arrivarono sempre più a dominare l'Iran. Nel 1583 costrinsero lo scià a consegnare il suo visir, Mirza Salman, per l'esecuzione. Il giovane Hamza Mirza prese le redini dello Stato ma il 6 dicembre 1586 fu anch'egli assassinato in circostanze misteriose.

## Minacce straniere

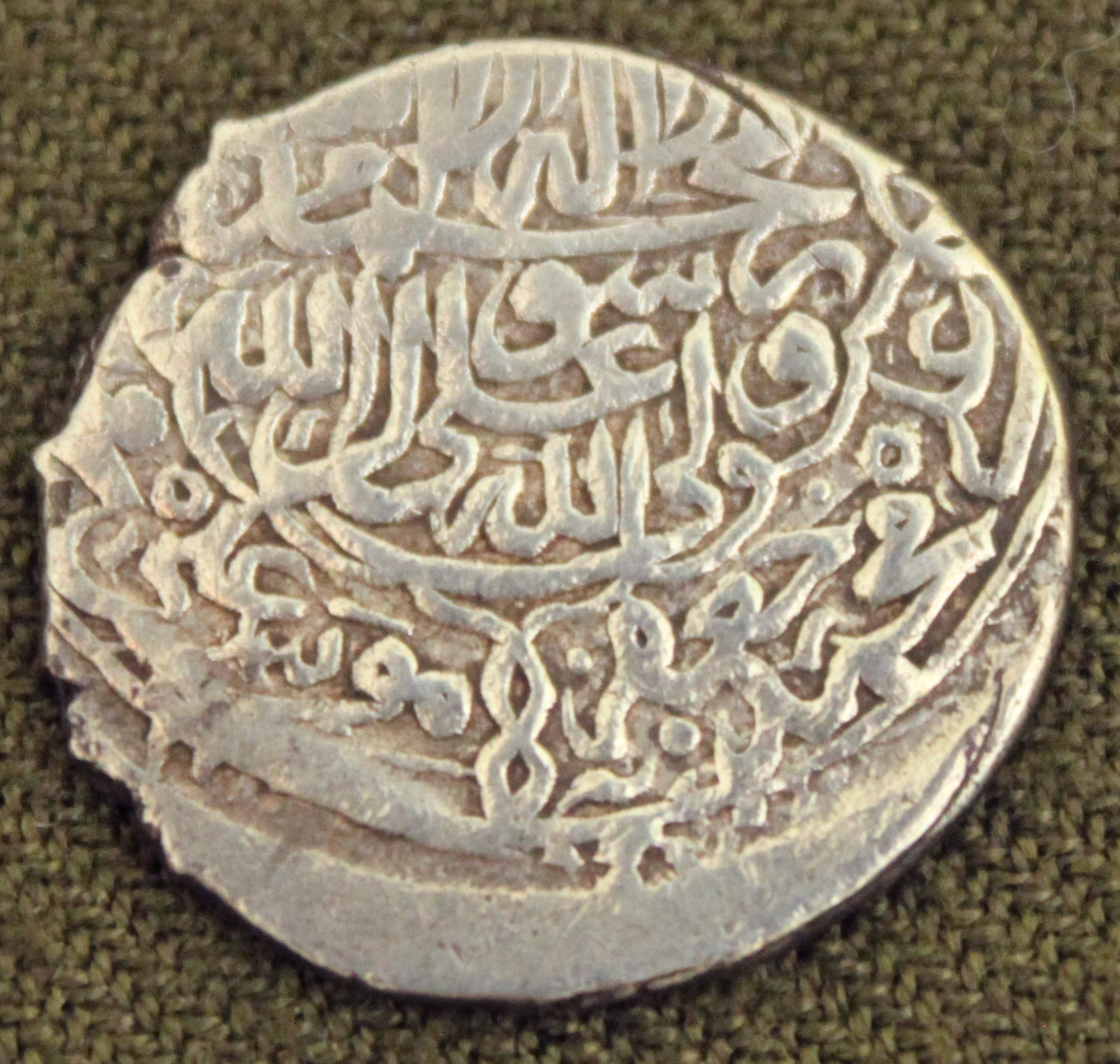
Moneta coniata durante il regno di Mohammad Khodabandeh.

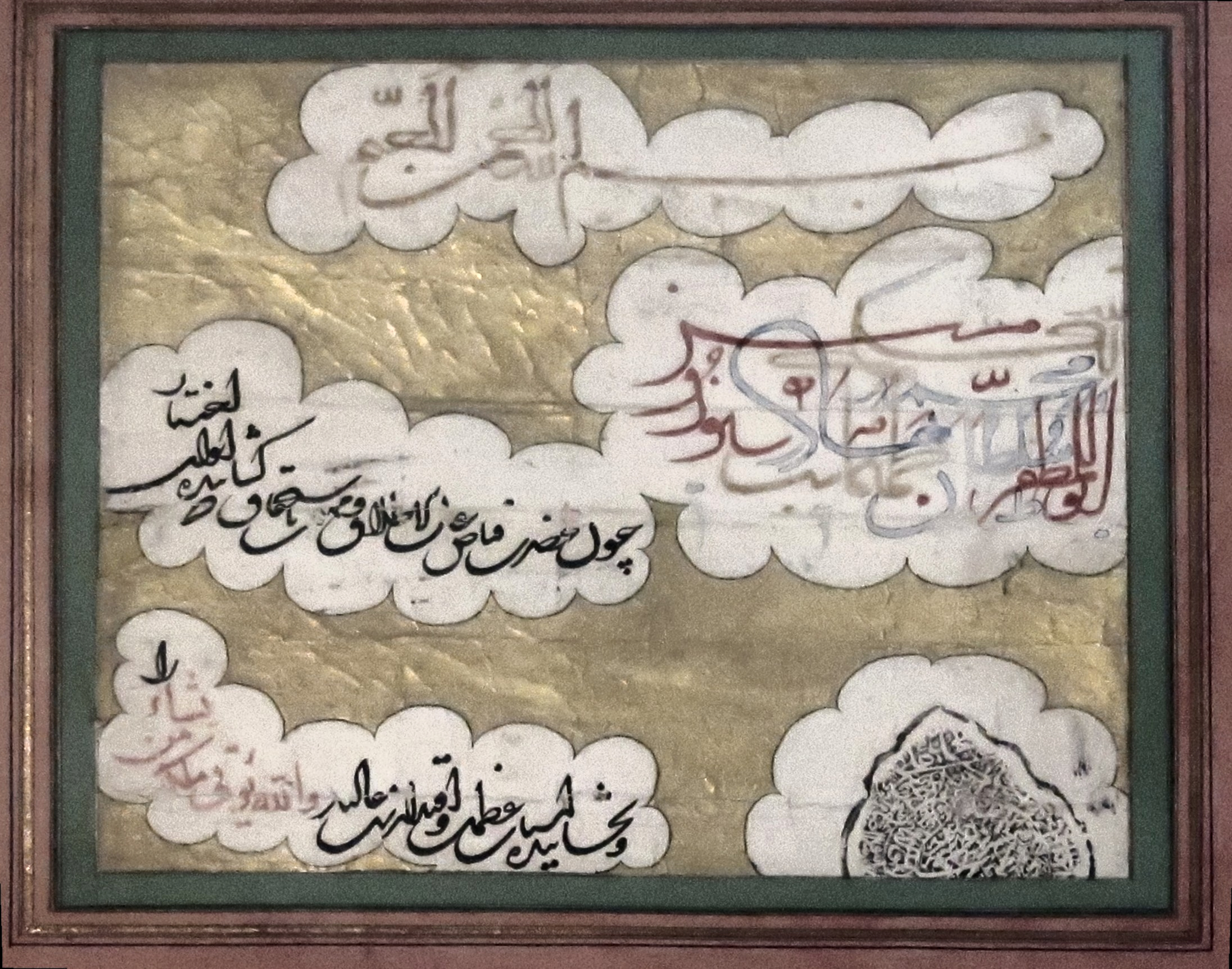
Firma di Mohammad Khodabandeh.

Le potenze straniere approfittarono della discordia tra fazioni nella corte iraniana per impadronirsi del territorio. Le bande uzbeke tentarono di invadere il nord-est dell'Iran prima di essere respinte dal governatore di Mashhad. L'evento più importante del regno di Khodabanda fu la guerra con gli ottomani. Nel 1578, il sultano ottomano Murad III iniziò una guerra con l'Iran safavide che durò fino al 1590. Nel primo attacco, il visir del sultano Lala Mustafa Pascià invase i territori safavidi comprendenti la Georgia e lo Shirvan. Con la caduta di Shirvan prima della fine dell'estate del 1578, gli ottomani presero il controllo di quasi tutti i territori a ovest della costa del Mar Caspio, i quali aprirono anche la strada a un attacco di ciò che oggi è il nucleo dell'Armenia e dell'Azerbaigian, che furono successivamente attaccati nel 1579 da un grande contingente di tartari di Crimea, guidati da Adil Giray Khan. Quest'ultimo fu tuttavia catturato in un notevole contrattacco guidato da Mirza Salman Jabiri e Hamza Mirza, e successivamente giustiziato a Qazvin, la capitale safavide in quel periodo. Un altro esercito ottomano sotto la guida di Osman Pascià e Ferhat Pascià entrò in Iran e conquistò Tabriz nel 1585. Khodabanda inviò Hamza Mirza a combattere gli ottomani, ma il giovane principe fu assassinato durante la campagna militare e la città rimase in mano ottomana per 20 anni.

## Fine del regno
Quando gli uzbeki lanciarono un'invasione su larga scala del Khorasan, il leader della fazione Ustajlu Qizilbash nella provincia, Murshid Quli Khan, decise che fosse il momento adatto per rovesciare lo scià e sostituirlo con il figlio di Khodabanda, Abbas Mirza, che era il pupillo di Murshid. Murshid e Abbas si recarono a Qazvin dove il principe fu proclamato nuovo scià dell'Iran nell'ottobre 1587. Khodabanda non fece alcun tentativo di sfidare il colpo di stato e accettò la sua detronizzazione.

## Ultimi anni
Visse nella capitale per un certo periodo ma poi apparentemente fu bandito nella prigione di Alamut, anche se Iskandar Beg Munshi lo registra a Qazvin dove morì tra il 21 luglio 1595 e il 10 luglio 1596.

## Arte e cultura
Khodabanda fu anche un poeta che scriveva versi sotto lo pseudonimo di "Fahmi".